# Società Sportiva Lazio 1927-1928
Questa voce raccoglie le informazioni riguardanti la Società Sportiva Lazio nelle competizioni ufficiali della stagione 1927-1928.

## Stagione
La Lazio nel 1927-1928 ha partecipato al campionato di Divisione Nazionale: si classifica al decimo posto nel girone A con 11 punti. Inizialmente retrocessa insieme al Napoli e alla Reggiana in Prima Divisione sono in seguito riammesse per allargamento dei quadri del campionato.
In Coppa CONI si classifica al terzo posto nel girone B eliminatorio con 13 punti.

## Organigramma societario
Area direttiva
- Presidente: Riccardo Barisonzo

Area tecnica
- Allenatore: Franz Sedlacek

## Rosa
| N. |                   | Ruolo | Calciatore                  |
| -- | ----------------- | ----- | --------------------------- |
|    | Italia (bandiera) | P     | Bruno Niccolini             |
|    | Italia (bandiera) | P     | Ezio Sclavi                 |
|    | Italia (bandiera) | D     | Renato Bottacini (capitano) |
|    | Italia (bandiera) | D     | Dino Canestri               |
|    | Italia (bandiera) | D     | Luigi Saraceni II           |
|    | Italia (bandiera) | D     | Umberto Zannelli            |
|    | Italia (bandiera) | C     | Manrico Berti-Luciani II    |
|    | Italia (bandiera) | C     | Luigi Bodrato               |
|    | Italia (bandiera) | C     | Pierino Cappa               |
|    | Italia (bandiera) | C     | Giovanni Fiorini            |
|    | Italia (bandiera) | C     | Pio Maneschi                |
|    | Italia (bandiera) | C     | Walter Marcacci             |

| N. |                   | Ruolo | Calciatore         |
| -- | ----------------- | ----- | ------------------ |
|    | Italia (bandiera) | C     | Carlo Nesi         |
|    | Italia (bandiera) | C     | Paolo Paganini     |
|    | Italia (bandiera) | C     | Odoacre Pardini    |
|    | Italia (bandiera) | A     | Carlo Cevenini V   |
|    | Italia (bandiera) | A     | Camillo Fenili     |
|    | Italia (bandiera) | A     | Dante Filippi      |
|    | Italia (bandiera) | A     | Corrado Gallani    |
|    | Italia (bandiera) | A     | Gino Lamon I       |
|    | Italia (bandiera) | A     | Riccardo Okely III |
|    | Italia (bandiera) | A     | Gino Ottier        |
|    | Italia (bandiera) | A     | Renato Sanero      |

## Calciomercato
| Acquisti | Acquisti         | Acquisti        | Acquisti   |
| R.       | Nome             | da              | Modalità   |
| -------- | ---------------- | --------------- | ---------- |
| D        | Renato Bottacini | Bologna         | definitivo |
| D        | Dino Canestri    | Prato           | definitivo |
| C        | Luigi Bodrato    | Sampierdarenese | definitivo |
| C        | Pierino Cappa    | Prato           | definitivo |
| C        | Pio Maneschi     | Alba Roma       | definitivo |
| C        | Paolo Paganini   | SPAL            | definitivo |
| A        | Carlo Cevenini V | Milan           | definitivo |
| A        | Camillo Fenili   | Juventus        | definitivo |
| A        | Corrado Gallani  | ?               | definitivo |
| A        | Gino Lamon I     | Treviso         | definitivo |
| A        | Renato Sanero    | Juventus        | prestito   |

| Cessioni | Cessioni        | Cessioni           | Cessioni      |
| R.       | Nome            | a                  | Modalità      |
| -------- | --------------- | ------------------ | ------------- |
| D        | Bruno Finesi    | Juventus Roma      | definitivo    |
| D        | Augusto Parboni |                    | fine carriera |
| C        | De Franceschi   |                    | fine carriera |
| C        | Olindo Galli    | Foligno            | definitivo    |
| C        | Jenő Löwy       | Maccabi Bratislava | definitivo    |
| A        | Luigi Desideri  |                    | svincolato    |
| A        | Aldo Fraschetti |                    | fine carriera |
| A        | Luciani         |                    | fine carriera |
| A        | Giorgio Okely I |                    | fine carriera |

## Risultati

### Divisione Nazionale

#### Girone di andata
| Arbitro: | Montessoro (Novi Ligure) |

|                         |           |  |
| Cabrini 33’ Ranelli 65’ | Marcatori |  |

| Arbitro: | Garbieri (Genova) |

|  |           |                               |
|  | Marcatori | 65’ Vecchina 72’, 85’ Geremia |

| Arbitro: | Giorgi (Milano) |

|                                                        |           |  |
| Chiecchi III 56’, 68’ Bodini I 72’ Levratto 86’ (rig.) | Marcatori |  |

| Arbitro: | Gamberini (Bologna) |

|  |           |             |
|  | Marcatori | 30’ Ferrari |

| Arbitro: | Gama (Milano) |

|                 |           |               |
| Sanero 44’, 52’ | Marcatori | 37’ Frisoni I |

| Napoli 13 novembre 1927 6ª giornata | Napoli        | 0 – 0 | Lazio | Stadio Militare dell'Arenaccia\| Arbitro: \| Dani (Genova) \| |
| Arbitro:                            | Dani (Genova) |       |       |                                                               |

| Arbitro: | Medica (Bologna) |

|                             |           |             |
| Lamon I 48’, 82’ Sanero 80’ | Marcatori | 90’ Tansini |

| Arbitro: | Rovida (Milano) |

|                                            |           |  |
| Colombari 78’ Libonatti 81’ Baloncieri 82’ | Marcatori |  |

| 4 dicembre 1927 9ª giornata |  | – Turno di riposo Lazio |  |  |

| Arbitro: | Turriti (Firenze) |

|           |           |              |
| Ottier 6’ | Marcatori | 57’ Casanova |

| Arbitro: | Casetta (Milano) |

|                     |           |            |
| Canestri 43’ (rig.) | Marcatori | 17’ Osenga |

#### Girone di ritorno
| Arbitro: | Lenti (Genova) |

|                       |           |             |
| Sanero 68’ Ottier 90’ | Marcatori | 73’ Ranelli |

| Arbitro: | Bellini (Padova) |

|                           |           |  |
| Serdoz I 66’ Vecchina 70’ | Marcatori |  |

| Arbitro: | Mangano (Milano) |

|             |           |                   |
| Bodrato 41’ | Marcatori | 49’, 65’ Levratto |

| Arbitro: | Magliulo (Livorno) |

|                                                               |           |  |
| Banchero 23’, 66’ Avalle 43’ G. Ferrari 47’ Chierico 48’, 89’ | Marcatori |  |

| Arbitro: | Sani (Ferrara) |

|                                                     |           |                                        |
| Maffioli 7’ Bianchi 17’ Giuliani 57’ E. Frisoni 60’ | Marcatori | 25’ Fenili 78’, 88’ (rig.) C. Cevenini |

| Arbitro: | Gama (Milano) |

|  |           |                              |
|  | Marcatori | 34’ Ghisi I 51’ Innocenti II |

| Arbitro: | Osti (Ferrara) |

|                       |           |            |
| Santagostino 12’, 57’ | Marcatori | 60’ Ottier |

| Arbitro: | Ferro (Milano) |

|  |           |                             |
|  | Marcatori | 1’ Libonatti 40’ Baloncieri |

| 19 febbraio 1928 20ª giornata |  | – Riposo |  |  |

| Arbitro: | Enrietti (Torino) |

|              |           |                                    |
| Casanova 73’ | Marcatori | 13’ Okely III 44’ Bodrato 65’ Nesi |

| Arbitro: | Gamberini (Bologna) |

|                                                                        |           |  |
| F. Santagostino 10’, 79’ L. Bajardi 30’, 89’ Casalino 33’ C. Villa 84’ | Marcatori |  |

### Coppa CONI
| Arbitro: | Gama (Milano) |

|                 |           |              |
| Corrado Gallani | Marcatori | 82’ Casanova |

| Arbitro: | Bruna (Porto Marghera) |

|                                              |           |                       |
| Rier 20’, 47’ De Pietri 39’ Mazzoni 60’, 80’ | Marcatori | 35’ Ottier 77’ Sanero |

| Arbitro: | Guarnieri (Milano) |

|                              |           |              |
| Lamon I 30’, 60’ Pardini 48’ | Marcatori | 21’ Casalino |

| Arbitro: | Maltelloni |

|                    |           |  |
| Paolini 90’ (rig.) | Marcatori |  |

| Arbitro: | Casetta (Milano) |

|                         |           |  |
| Cappa 63’ Okely III 75’ | Marcatori |  |

| Arbitro: | Malagodi (Ferrara) |

|               |           |                |
| Codeluppi 25’ | Marcatori | 30’ Cevenini V |

| Arbitro: | Garbieri (Genova) |

|                                              |           |  |
| Bottacini 35’ (aut.) Novella 48’ Zanello 80’ | Marcatori |  |

| Arbitro: | Melandri (Sampierdarena) |

|                  |           |                |
| Pardini 69’, 79’ | Marcatori | 70’ Tedeschini |

| Arbitro: | Galli (Bologna) |

|                             |           |             |
| Marcacci 20’ Cevenini V 56’ | Marcatori | 75’ Alberti |

| Padova 15 luglio 1928 10ª giornata | Padova | 0 – 2 A tav. | Lazio | Stadio Silvio Appiani |

## Statistiche

### Statistiche di squadra
| Competizione                   | Punti | In casa | In casa | In casa | In casa | In casa | In casa | In trasferta | In trasferta | In trasferta | In trasferta | In trasferta | In trasferta | Totale | Totale | Totale | Totale | Totale | Totale | DR  |
| Competizione                   | Punti | G       | V       | N       | P       | Gf      | Gs      | G            | V            | N            | P            | Gf           | Gs           | G      | V      | N      | P      | Gf     | Gs     | DR  |
| ------------------------------ | ----- | ------- | ------- | ------- | ------- | ------- | ------- | ------------ | ------------ | ------------ | ------------ | ------------ | ------------ | ------ | ------ | ------ | ------ | ------ | ------ | --- |
| Divisione Nazionale (girone A) | 11    | 10      | 3       | 2       | 5       | 10      | 15      | 10           | 1            | 1            | 8            | 7            | 30           | 20     | 4      | 3      | 13     | 17     | 45     | -28 |
| Coppa CONI                     | 13    | 5       | 5       | 0       | 0       | 13      | 4       | 5            | 1            | 1            | 3            | 5            | 10           | 10     | 6      | 1      | 3      | 18     | 14     | +4  |
| Totale                         |       | 15      | 8       | 2       | 5       | 23      | 19      | 15           | 2            | 2            | 11           | 12           | 40           | 30     | 10     | 4      | 16     | 35     | 59     | -24 |

### Statistiche dei giocatori
Nel conteggio delle reti realizzate si aggiungano due reti assegnate a tavolino a favore in Coppa Coni.
| Giocatore           | Divisione Nazionale | Divisione Nazionale | Coppa Coni | Coppa Coni | Totale   | Totale |
| Giocatore           | Presenze            | Reti                | Presenze   | Reti       | Presenze | Reti   |
| ------------------- | ------------------- | ------------------- | ---------- | ---------- | -------- | ------ |
| M. Berti-Luciani II | 16                  | 0                   | 4          | 0          | 20       | 0      |
| L. Bodrato          | 20                  | 2                   | 5          | 1          | 25       | 3      |
| R. Bottacini        | 16                  | 0                   | 9          | 0          | 25       | 0      |
| D. Canestri         | 17                  | 1                   | 9          | 0          | 26       | 1      |
| P. Cappa            | 10                  | 0                   | 9          | 2          | 19       | 2      |
| C. Cevenini V       | 7                   | 2                   | 4          | 2          | 11       | 4      |
| C. Fenili           | 13                  | 1                   | 9          | 0          | 22       | 1      |
| D. Filippi          | 2                   | 0                   | -          | -          | 2        | 0      |
| G. Fiorini          | 1                   | 0                   | -          | -          | 1        | 0      |
| C. Gallani          | 2                   | 0                   | 1          | 1          | 3        | 1      |
| G. Lamon I          | 13                  | 2                   | 7          | 2          | 20       | 4      |
| P. Maneschi         | 6                   | 0                   | -          | -          | 6        | 0      |
| W. Marcacci         | 2                   | 0                   | 2          | 1          | 4        | 1      |
| C. Nesi             | 9                   | 1                   | -          | -          | 9        | 1      |
| B. Nicolini         | 4                   | -11                 | 7          | -13        | 11       | -24    |
| R. Okely III        | 4                   | 1                   | 2          | 1          | 6        | 2      |
| G. Ottier           | 11                  | 3                   | 2          | 1          | 13       | 4      |
| P. Paganini         | 17                  | 0                   | 9          | 0          | 26       | 0      |
| O. Pardini          | 14                  | 0                   | 9          | 3          | 23       | 3      |
| R. Sanero           | 13                  | 4                   | 9          | 2          | 22       | 6      |
| L. Saraceni II      | 3                   | 0                   | -          | -          | 3        | 0      |
| E. Sclavi           | 16                  | -34                 | 2          | -1         | 18       | -35    |
| U. Zannelli         | 4                   | 0                   | -          | -          | 4        | 0      |